# Karin Metze
Karin Metze (alemany: Karin Ulbricht)  (Meissen, 21 d'agost de 1956), de casada Ulbricht, és una ex-remadora alemanya que va competir sota bandera de la República Democràtica Alemanya durant les dècades de 1970 i 1980.
El 1976 va prendre part en els Jocs Olímpics de Mont-real, on guanyà la medalla d'or en la competició del quatre amb timoner del programa de rem. Quatre anys més tard, als jocs de Moscou, guanyà una nova medalla d'or en la prova del vuit amb timoner del programa de rem. En el seu palmarès també destaca una medalla d'or, una de plata i dues de bronze en el vuit amb timoner al Campionat del món de rem.